# Warschauer Pakt
Der Warschauer Pakt – eine im Westen gebräuchliche Bezeichnung, im offiziellen Sprachgebrauch der Teilnehmerstaaten Warschauer Vertrag bzw. Warschauer Vertragsorganisation genannt – war ein von 1955 bis 1991 bestehendes Militärbündnis des sogenannten Ostblocks unter der Führung der Sowjetunion.
Er wurde mit dem Warschauer Vertrag über Freundschaft, Zusammenarbeit und gegenseitigen Beistand (kurz: Warschauer Vertrag – WV) gegründet und bildete im Kalten Krieg das Gegenstück zum US-amerikanisch geprägten NATO-Bündnis, dem Nordatlantikpakt. Wirtschaftlich waren die Ostblockstaaten bereits seit 1949 im Rat für gegenseitige Wirtschaftshilfe zusammengeschlossen. Mit dem Fall des Eisernen Vorhangs erodierten die strengen Strukturen des Warschauer Paktes zunehmend, woraufhin sich dieser 1991 offiziell auflöste.

## Vorgeschichte und Gründungskonferenz

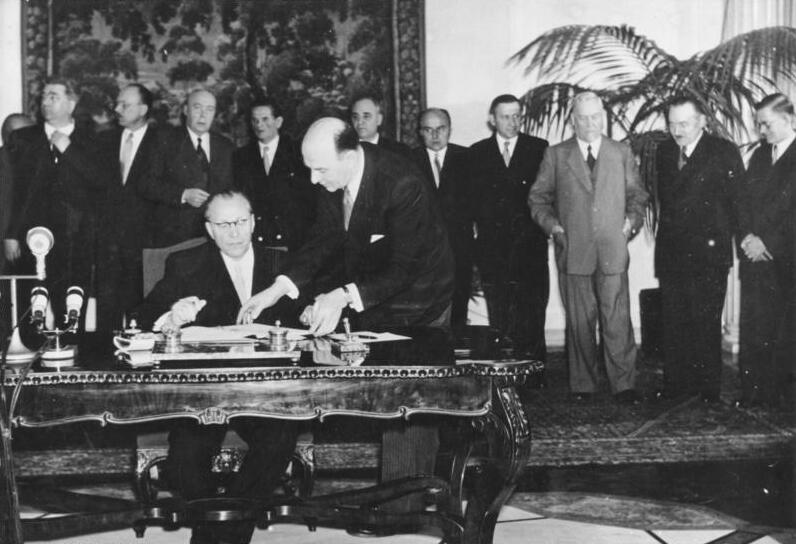
Der Ministerpräsident der DDR, Otto Grotewohl, bei der Vertragsunterzeichnung in Warschau

Der Warschauer Pakt war ein Ergebnis der seit 1947 zunehmenden Spannungen zwischen den Alliierten des Zweiten Weltkrieges sowie zwischen Westdeutschland und der UdSSR. Im Westen wurden die Expansion der Sowjetunion und die Bildung von Satellitenstaaten als massive Bedrohung für die westlichen Demokratien empfunden, die man durch die Gründung der NATO im April 1949 einzudämmen versuchte. Die Staaten des späteren sozialistischen Lagers in Europa standen seit dem Ende des Krieges und dem Verbleib sowjetischer Truppen 1944/45 unter dem Einfluss der UdSSR.
Die Mitglieder des Brüsseler Paktes und Italien unterzeichneten mit der Bundesrepublik Deutschland am 23. Oktober 1954 die Pariser Verträge, die das Besatzungsstatut in Westdeutschland beendeten und zur Gründung des kollektiven militärischen Beistandspakts der Westeuropäischen Union (WEU) führten. Die Westalliierten unterstrichen den Alleinvertretungsanspruch der Bundesregierung für Deutschland und traten zugleich für die von der Bundesregierung für notwendig erachtete Wiederbewaffnung Westdeutschlands ein.
Die Sowjetunion ihrerseits fürchtete ein Wiederaufleben des Militarismus in Deutschland und wollte den Beitritt der Bundesrepublik zur NATO verhindern, zumal sie ein System kollektiver Sicherheit, wie es die Charta der Vereinten Nationen vorsah, vorzog und Systemen kollektiver Selbstverteidigung im Prinzip eher ablehnend gegenüberstand. Nach mehreren diplomatischen Noten und Erklärungen reagierte sie mit einer Sicherheitskonferenz in Moskau, die vom 29. November bis 2. Dezember 1954 tagte und an der neben der sowjetischen Delegation Regierungsvertreter aus Albanien, Bulgarien, der DDR, den Volksrepubliken Polen und Rumänien, der Tschechoslowakei und der Volksrepublik Ungarn teilnahmen. Zum Abschluss der Konferenz wurde die Moskauer Erklärung (auch: Moskauer Deklaration) verabschiedet. Darin warnten die Unterzeichner vor einer Ratifizierung der Pariser Verträge und gaben bekannt, ein eigenes Militärbündnis gründen zu wollen. Entsprechende Absichtserklärungen zur gemeinsamen Organisation der Streitkräfte sollten folgen. Um die DDR in das Bündnis aufnehmen zu können, wurde der Kriegszustand formell zum 21. Januar 1955 beendet.
Nach der Ratifizierung der Pariser Verträge durch alle Mitgliedstaaten traten diese am 5. Mai 1955 in Kraft. Daraufhin wurde im polnischen Staatsratsgebäude in Warschau zum Abschluss der zweiten „Konferenz europäischer Länder zur Gewährleistung des Friedens und der Sicherheit Europas“ vom 11. bis 14. Mai 1955 durch Albanien, Bulgarien, die DDR, die VR Polen, die VR Rumänien, die VR Ungarn, die Sowjetunion und die Tschechoslowakei der Vertrag über Freundschaft, Zusammenarbeit und gegenseitigen Beistand durch die Ministerpräsidenten unterzeichnet; er bestand aus einer Präambel und elf Artikeln. Für die Volksrepublik China nahm Verteidigungsminister Peng Dehuai als Beobachter an der Konferenz teil. Durch die Gründung des Militärbündnisses sicherte die Sowjetunion ihren Hegemonialanspruch in Ost- und Ostmitteleuropa. Nach der Hinterlegung der Ratifikationsurkunden durch alle Unterzeichnerstaaten bei der Regierung der Volksrepublik Polen trat der Warschauer Vertrag am 4. Juni 1955 in Kraft.
Die DDR war zunächst vom militärischen Teil des Bündnisses ausgenommen. Sie trat diesem am 28. Januar 1956 bei, zehn Tage nach der Unterzeichnung des Gesetzes zur Gründung der Nationalen Volksarmee.

## Bezeichnung
Der Organisation lag der multilaterale Vertrag von 1955 zugrunde und das Militärbündnis hieß im Sprachgebrauch der DDR „Warschauer Vertrag“ (WV). Gegebenenfalls wurde auf die Formulierung Staaten des Warschauer Vertrages zurückgegriffen, um den Organisationscharakter zu verdeutlichen. Die dafür gegründete Warschauer Vertragsorganisation (WVO) verstand sich als politisches Bündnis mit dem Auftrag zur Koordination der Außenpolitik (Artikel 3). In der Bundesrepublik und vielen anderen westlichen Staaten wurde von „Warschauer-Pakt-Organisation“ gesprochen, so dass sich „Warschauer Pakt“ als Bezeichnung in der wissenschaftlichen Literatur durchgesetzt hat, auch wenn der Zeithistoriker Wolfgang Mueller darauf hinweist, „dass im allgemeinen Sprachgebrauch der Terminus ‚Pakt‘ oft pejorativ auf die ‚gegnerische‘ Allianz angewendet wurde und auch heute wird.“
Die offizielle Bezeichnung in den Sprachen der Mitgliedstaaten war:
- Albanisch: Pakti i miqësisë, bashkpunimit dhe i ndihmës së përbashkët, kurz Pakti i Varshavës
- Bulgarisch: Договор за дружба, сътрудничество и взаимопомощ, kurz Варшавски договор
- Deutsch: Vertrag über Freundschaft, Zusammenarbeit und gegenseitigen Beistand, kurz Warschauer Vertrag
- Polnisch: Układ o Przyjaźni, Współpracy i Pomocy Wzajemnej, kurz Układ Warszawski
- Rumänisch: Tratatul de prietenie, cooperare și asistență mutuală, kurz Tratatul de la Varșovia bzw. Pactul de la Varșovia
- Russisch: Договор о дружбе, сотрудничестве и взаимной помощи, kurz Варшавский договор
- Slowakisch: Zmluva o priateľstve, spolupráci a vzájomnej pomoci, kurz Varšavská zmluva
- Tschechisch: Smlouva o přátelství, spolupráci a vzájemné pomoci, kurz Varšavská smlouva
- Ungarisch: Barátsági, együttműködési és kölcsönös segítségnyújtási szerződés, kurz Varsói Szerződés

## Vertragsbestimmungen und -partner

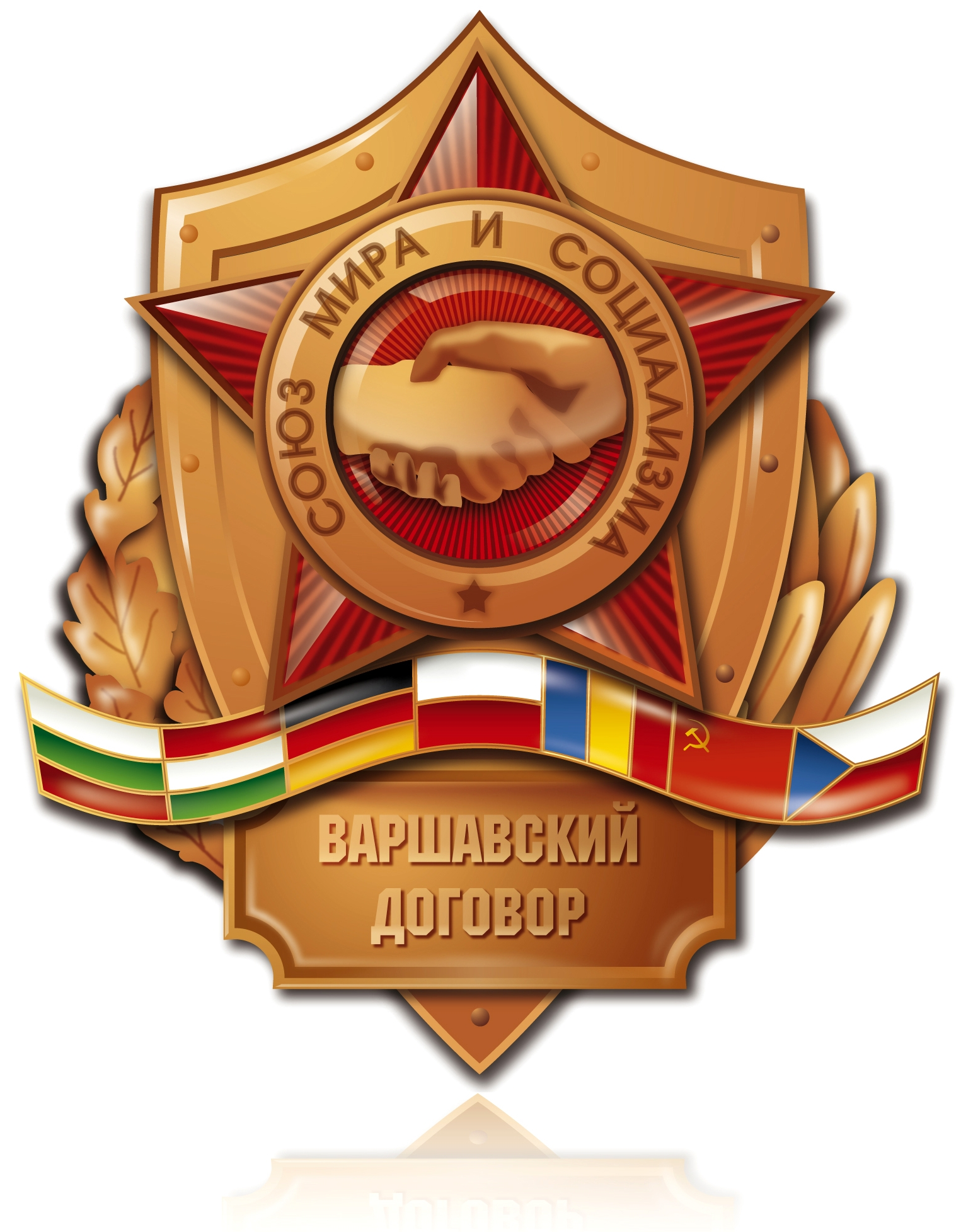
Signet der Warschauer Vertragsorganisation

### Bestimmungen
Der Wortlaut des zugrundeliegenden Vertrags ähnelt in weiten Teilen dem des Nordatlantikvertrages. Die Mitgliedstaaten des Warschauer Vertrages versicherten einander ihren Willen zur Friedenssicherung und zur gegenseitigen militärischen Hilfeleistung im Falle eines Angriffs auf einen oder mehrere der Teilnehmerstaaten (Artikel 4). Ein gemeinsames Kommando der nationalen Streitkräfte sollte die Effektivität des Bündnisses sichern (Art. 5). Man hatte sich sofort zu beraten, wenn ein Angriff vorhersehbar war (Art. 3). Für den Fall des Abschlusses eines kollektiven Sicherheitspaktes für ganz Europa sollte der Vertrag seine Gültigkeit verlieren (Art. 11).
Die Interpretation dieser Bestimmungen unterschied sich jedoch grundlegend von denen des Nordatlantikvertrages. So unterstanden zum einen die Truppen des Warschauer Pakts fast vollständig dem Vereinten Oberkommando, welches wiederum vollständig dem Kommando des sowjetischen Generalstabes unterstand. Zum anderen wurden die Bestimmungen auch nach innen restriktiv interpretiert und mit Hilfe dieses Vertrages die sowjetische Kontrolle der Vertragsstaaten auch mit militärischen Mitteln durchgesetzt.
Im Unterschied zum Nordatlantikvertrag, welcher in Artikel 2 auch die wirtschaftliche Zusammenarbeit festschrieb, war im Warschauer Vertrag die militärische Zusammenarbeit der Mitgliedstaaten geregelt, die zivilwirtschaftliche Zusammenarbeit wurde indes im 1949 gegründeten Rat für gegenseitige Wirtschaftshilfe (RGW) koordiniert.

### Zielsetzungen
Der Warschauer Pakt diente als Stützpfeiler der offiziellen Politik der Sowjetunion durch die Bündnispartner. Die Stationierung sowjetischer Truppen in fast allen Mitgliedstaaten und das Vereinte Oberkommando unter sowjetischer Kontrolle sorgten dafür, dass die Herrschaft der jeweiligen Kommunistischen Partei und die Treue gegenüber der Sowjetunion nicht in Frage gestellt werden konnten. Offiziell galten die Armeen dieser Länder als sozialistische Waffenbrüder.
In Fällen, bei denen einzelne Teilnehmerstaaten den von Moskau vorgegebenen Kurs verlassen wollten, wurde dies als Angriff von außen auf das sozialistische Staatensystem ausgelegt und mit einer militärischen Intervention geahndet: Beispielsweise in Ungarn (Ungarischer Volksaufstand, 1956) und in der ČSSR (Prager Frühling, 1968) schlugen Truppen des Warschauer Pakts nationale Aufstände nieder. Bereits vor der Unterzeichnung des Vertrags war der Aufstand des 17. Juni in der DDR von der Sowjetarmee niedergeschlagen worden. Theoretisch und ideologisch untermauert wurde ein solches Vorgehen nach 1968 durch die Breschnew-Doktrin.

### Mitgliedstaaten

1. 2D2D7F#0A69B3#9085BF#B5BCE1 NATO und #BE1818#F18668 Warschauer Pakt im Kalten Krieg

- Sozialistische Volksrepublik Albanien (einseitiger Austritt am 13. September 1968 wegen der ČSSR-Krise)
- Volksrepublik Bulgarien
- Deutsche Demokratische Republik (Austritt 1990 mit der deutschen Wiedervereinigung)
- Volksrepublik Polen
- Sozialistische Republik Rumänien
- Union der Sozialistischen Sowjetrepubliken
- Tschechoslowakische Sozialistische Republik
- Volksrepublik Ungarn

## Militärdoktrin
Zu den wichtigsten Prinzipien der Militärdoktrin des Warschauer Vertrages gehörten:
1. die Forderung nach der Überlegenheit des sozialistischen Lagers gegen jeden denkbaren Aggressor um die Gegenseite durch Abschreckung zum Frieden zu zwingen. Dies galt auch für Kernwaffen. Chruschtschow verkündete 1960 die These von einem „Untergang des Imperialismus“ als Gesellschaftssystem in einem Raketen-Kernwaffenkrieg, die besagte das die Sowjetunion über genug Kernwaffen verfüge, um „Länder, die uns überfallen, buchstäblich von der Erde hinwegfegen“ könne, während gleichzeitig die Sowjetunion auch viele Opfer erleiden würde, aber es überstehen würde.
2. die Sowjetische Angriffsdoktrin, nach der durch strategische Nuklearwaffen und entschlossene Offensivoperationen auf dem Landkriegsschauplätzen gleich in der Anfangsphase des Krieges entscheidende militärische Erfolge erzielt werden sollten. Dies bezog sich jedoch nur auf einen kurz bevorstehenden Angriff des Gegners, dem man möglichst zuvorkommen wollte.
3. die Entschiedenheit jeden Angreifer auf seinem eigenen Territorium vernichtend zu schlagen. Eine Lehre die aus dem Deutsch-Sowjetischen Krieg gezogen wurde.

## Geschichte

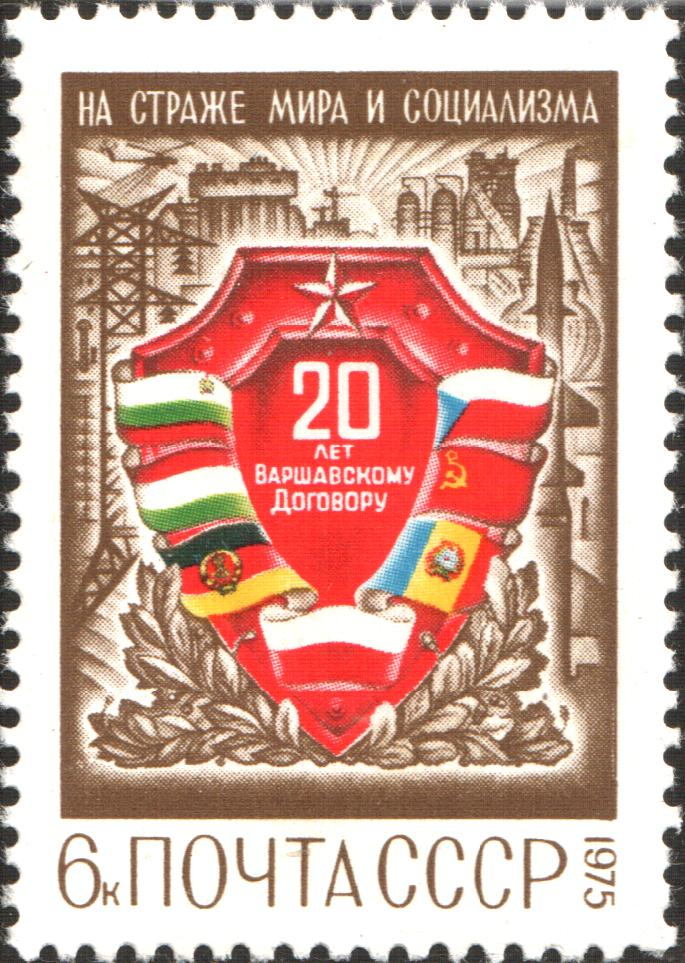
Briefmarke zum 20. Jahrestag

### Bilaterale Verträge über Freundschaft, Zusammenarbeit und gegenseitigen Beistand
Mit den bilateralen Bündnisverträgen wurde die Verpflichtung zur gegenseitigen Hilfeleistung unterzeichnet, um alle gewaltsamen militärischen Handlungen, die sich gegen die territoriale Integrität und Souveränität einer Vertragspartei richteten, zu verhindern. Den ersten dieser Freundschaftsverträge hatte die Sowjetunion schon während des Krieges am 12. Dezember 1943 mit der tschechoslowakischen Exilregierung abgeschlossen, der am 27. November 1963 für die Tschechoslowakei verlängert wurde. Von 1943 bis 1949 gab es bereits 23 bilaterale Verträge über Freundschaft, Zusammenarbeit und gegenseitigen Beistand (VFZ) der ersten Generation in Osteuropa. Neben diesem Vertragssystem bestanden ab 1956/57 auch weitere Abkommen:
- Truppenstationierungsabkommen der Sowjetunion mit der DDR (12. März 1957),
- Truppenstationierungsabkommen der Sowjetunion mit der Volksrepublik Polen (17. Dezember 1956),
- Truppenstationierungsabkommen der Sowjetunion mit Rumänien (15. April 1957) und
- Truppenstationierungsabkommen der Sowjetunion mit Ungarn (27. Mai 1957)

jeweils mit einer Laufzeit von 20 Jahren. Aber bereits der Vertrag über die Beziehungen zwischen der DDR und der Sowjetunion vom 20. September 1950 zur Grenzregelung enthielt eine Vereinbarung zur Stationierung von sowjetischen Truppen auf dem Gebiet der DDR.
Im Juli 1963 bat auch die Mongolische Volksrepublik, dem Warschauer Pakt nach Artikel 9 des Warschauer Vertrages beizutreten. Dazu hätte ein Sonderprotokoll gefasst werden müssen, da der Vertragstext nach Artikel 4 sich nur auf Europa bezog. Das aufkommende Chinesisch-sowjetische Zerwürfnis verhinderte einen Beitritt, und es blieb bei einem Beobachterstatus. Stattdessen wurden ab 1966 sowjetische Truppenstationierungen vereinbart.
Nachdem die Sowjetunion mit der DDR am 12. Juni 1964 einen Vertrag über Freundschaft, Zusammenarbeit und gegenseitigen Beistand schloss, der die volle Einbeziehung der DDR in das bilaterale Bündnissystem vorsah, wurden in der Zeit von 1964 bis 1972 insgesamt 20 Bündnisverträge der zweiten Generation unterzeichnet:
| Mitgliedstaat                   | Bulgarien         | DDR               | Polen             | Rumänien          | Tschechoslowakei | Sowjetunion       | Ungarn            |
| ------------------------------- | ----------------- | ----------------- | ----------------- | ----------------- | ---------------- | ----------------- | ----------------- |
| Bulgarien                       |                   | 7. September 1967 | 6. April 1967     | 19. November 1970 | 24. April 1968   | 12. Mai 1967      | 10. Juli 1969     |
| Deutsche Demokratische Republik | 7. September 1967 |                   | 15. März 1967     | 12. Mai 1972      | 17. März 1967    | 12. Juni 1964     | 18. Mai 1967      |
| Polen                           | 6. April 1967     | 15. März 1967     |                   | 12. November 1970 | 1. März 1967     | 1. März 1967      | 16. Mai 1968      |
| Rumänien                        | 19. November 1970 | 12. Mai 1972      | 12. November 1970 |                   | 16. August 1968  | 7. Juli 1970      | 24. Februar 1972  |
| Tschechoslowakei                | 24. April 1968    | 17. März 1967     | 1. März 1967      | 16. August 1968   |                  | 6. Mai 1967       | 14. Juni 1968     |
| Sowjetunion                     | 12. Mai 1967      | 12. Juni 1964     | 1. März 1967      | 7. Juli 1970      | 6. Mai 1967      |                   | 7. September 1967 |
| Ungarn                          | 10. Juli 1969     | 18. Mai 1967      | 16. Mai 1968      | 24. Februar 1972  | 14. Juni 1968    | 7. September 1967 |                   |

Die Hegemonie der Sowjetunion wurde durch die bilateralen Bündnisverträge noch verstärkt, da diese eine unmittelbare Beistandsverpflichtung bei einem bewaffneten Angriff vorsahen, die auch in den meisten Verträgen sich nicht nur auf Europa beschränkte.
In der dritten Generation der Verträge über Freundschaft, Zusammenarbeit und gegenseitigen Beistand erfolgte nach der Unterzeichnung der Schlussakte von Helsinki der Konferenz über Sicherheit und Zusammenarbeit in Europa (KSZE) im August 1975 die Einbeziehung der Breschnew-Doktrin und der ökonomischen Integration. Zudem wurde die Laufzeit der Verträge auf 25 Jahre festgelegt. Die DDR unterzeichnete am 7. Oktober 1975 mit der Sowjetunion diesen neuen Vertrag sowie später weitere mit Ungarn (24. März 1977), Polen (29. Mai 1977), Bulgarien (14. September 1977) und der Tschechoslowakei (3. Oktober 1977).

### Ungarischer Volksaufstand

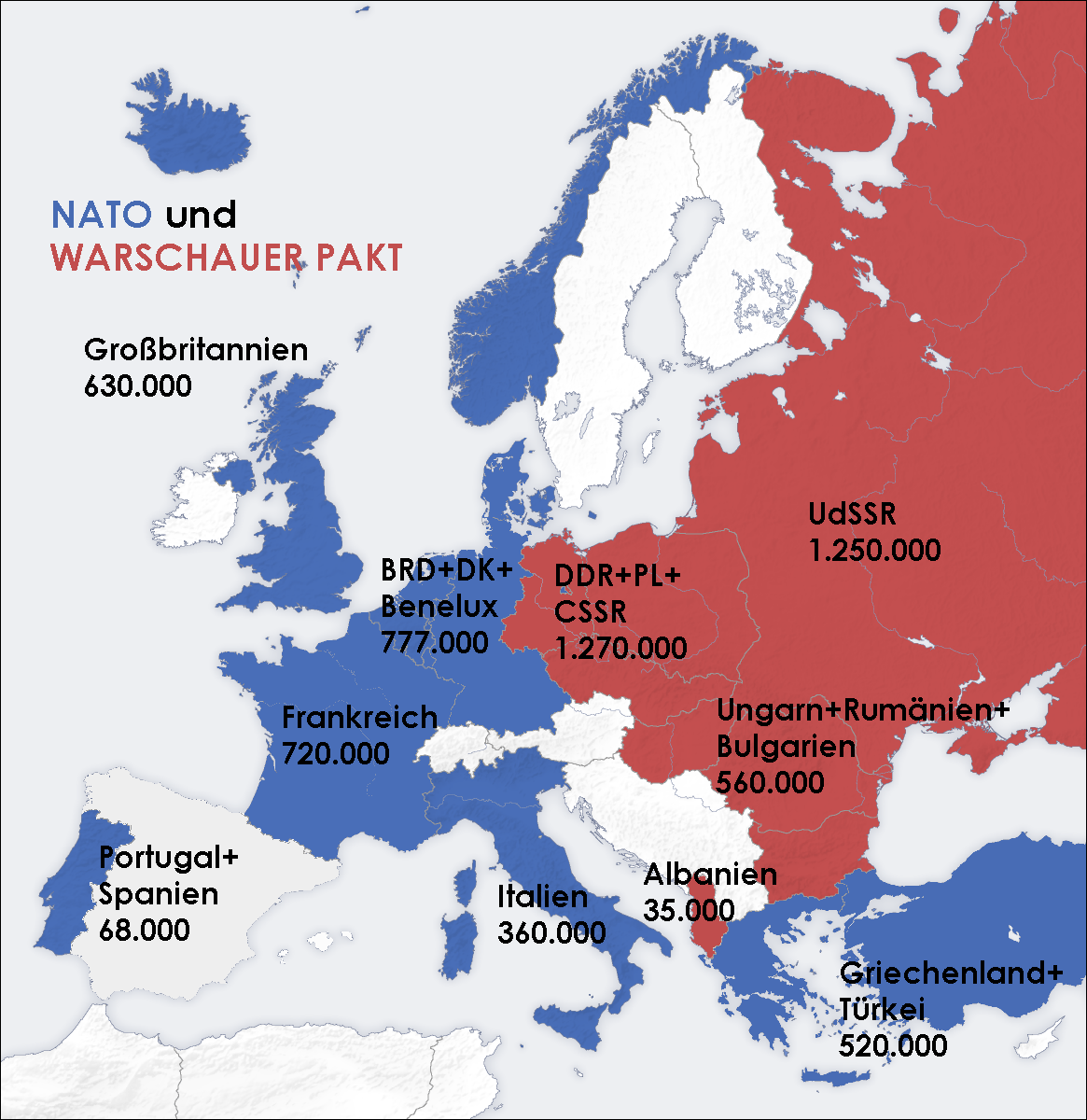
Truppenstärke der NATO-Mitgliedstaaten (inkl. Kontingente aus den Vereinigten Staaten und Kanada) und der Staaten des Warschauer Paktes in Europa 1959

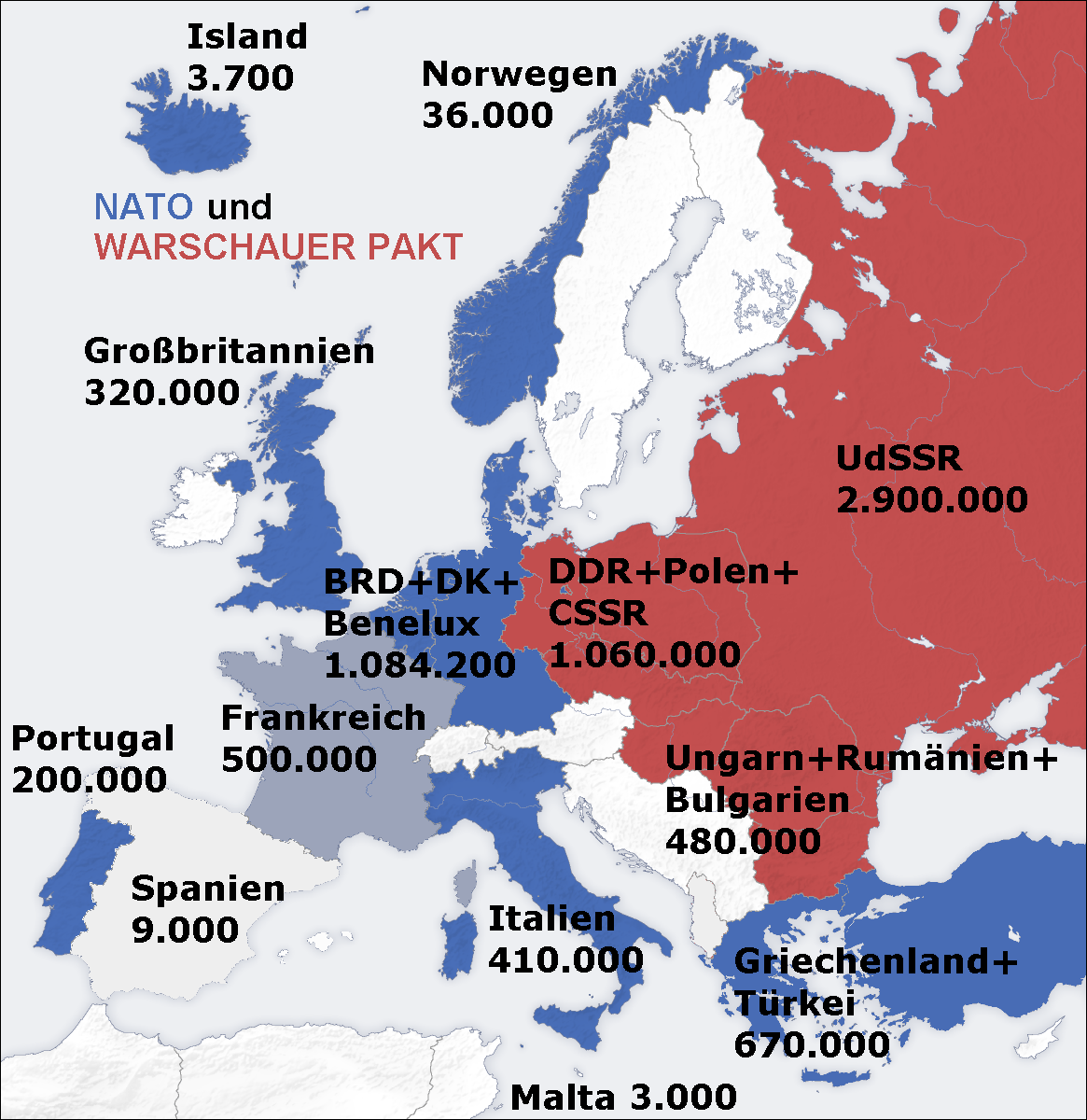
Truppenstärke der NATO-Mitgliedstaaten (mit Kontingenten aus den USA und Kanada) und der Staaten des Warschauer Paktes in Europa 1973

Durch den Reformkurs der ungarischen Regierung unter Imre Nagy und während des Volksaufstandes vom 23. Oktober bis zum 4. November 1956 proklamierte Nagy am 1. November 1956 die Neutralität Ungarns und den Austritt aus dem Warschauer Pakt. Drei Tage später intervenierte die Sowjetarmee und setzte Panzerverbände zur Niederschlagung des Volksaufstandes in Ungarn ein. Bei den Kämpfen, die in Budapest bis zum 15. November dauerten, kamen über 3000 Menschen ums Leben.

### Intervention in der Tschechoslowakei und Austritt Albaniens
Nach dem Einmarsch der Warschauer-Pakt-Staaten in die ČSSR im August 1968, an dem sich die Sowjetunion, Polen, Ungarn und Bulgarien mit Soldaten beteiligten und bei dem 98 Tschechen und Slowaken sowie etwa 50 Soldaten der Interventionstruppen ums Leben kamen, trat Albanien am 13. September 1968 unter Bruch der Vertragsbestimmungen formell aus dem Bündnis aus. Die Mitgliedschaft ruhte bereits seit dem 1. Februar 1962, als 1961 die diplomatischen Beziehungen mit der Sowjetunion abgebrochen wurden. Nach dem Austritt aus dem Militärbündnis wurde Albanien zunehmend durch die Volksrepublik China gestützt.

### Großmanöver

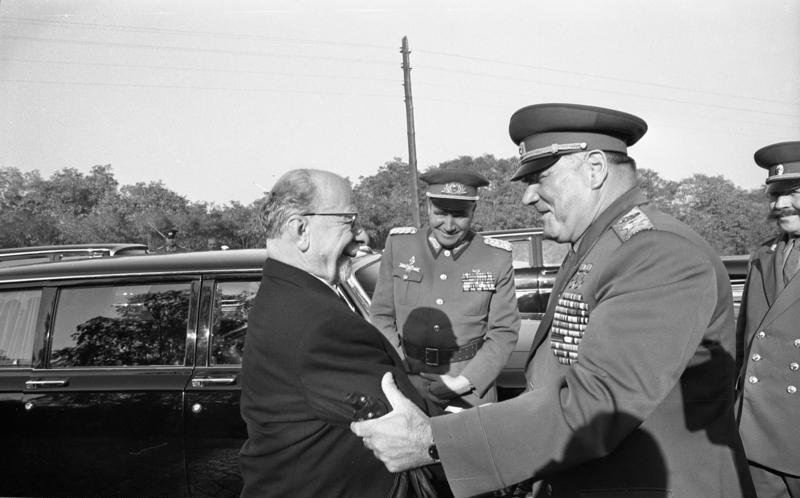
Manöverbesuch im Oktober 1970 von Walter Ulbricht, Staatsratsvorsitzender der DDR, hier im Gespräch mit Iwan Ignatjewitsch Jakubowski, dem Oberkommandierenden der Vereinten Streitkräfte des Warschauer Vertrages

Vom 12. bis 18. Oktober 1970 wurde das bis dahin größte Manöver des Bündnisses in der DDR erstmals unter der Bezeichnung „Waffenbrüderschaft der Bruderarmeen der Länder der sozialistischen Gemeinschaft“ durchgeführt. Im September 1980 wurde anlässlich des 25-jährigen Bestehens des Militärbündnisses mit dem Großmanöver „Waffenbrüderschaft 80“ und 40.000 Soldaten aus sieben Teilnehmerstaaten das umfangreichste Manöver in der Geschichte des Warschauer Pakts abgehalten.

### Nuklearpläne
Am 13. September 2008 stellten Hans Rühle, der ehemalige Chef des Planungsstabes im Bonner Bundesministerium der Verteidigung, und sein Sohn Michael, der Leiter des Planungsstabes in der politischen Abteilung der NATO in Brüssel, in einem Artikel der Neuen Zürcher Zeitung Planungen für einen Ersteinsatz von Atomwaffen des Warschauer Paktes im Kriegsfall gegen die NATO in Westeuropa vor (siehe auch: Nuklearwaffen in Deutschland, Geschichte der Massenvernichtungswaffen in Polen).
Laut Rühle seien diese Planungen überraschend gewesen, da man bisher davon ausgegangen sei, dass der Warschauer Pakt zuerst konventionelle Waffen einsetzen würde. Aus freigegebenen polnischen und tschechoslowakischen Dokumenten sowie aus Dokumenten der NVA werde den Autoren zufolge deutlich, dass der Warschauer Pakt ab dem Jahr 1961 einen präventiven nuklearen Erstschlag gegen die NATO plante. Als Beispiel führen sie die Großübung „Buria“ von 1961 an, bei der trainiert wurde, den Schlag präventiv drei Minuten vor einem beginnenden Angriff der NATO durchzuführen. Dabei sollten laut Rühle 422 nukleare Gefechtsköpfe auf westdeutschem Boden zur Explosion kommen.
Ab etwa 1964 habe der Warschauer Pakt einen begrenzten präventiven Nuklearkrieg mit über 1000 Nuklearwaffen gegen Westeuropa geplant. Konventionelle Truppen hätten später Westeuropa innerhalb weniger Tage besetzen sollen. Dabei wäre die Verstrahlung und die darauf folgende Kampfunfähigkeit der ersten Angriffswelle der eigenen Truppen hingenommen worden.
Erst unter Michail Gorbatschow seien diese Kriegspläne 1986 geändert worden. „Einzig die DDR arbeitete auf alter Grundlage weiter. Noch in der Übung ‚Stabstraining 1989‘ plante sie die Verwüstung grenznaher Landstriche Schleswig-Holsteins durch 76 teilweise großkalibrige Nuklearwaffen“, so Rühle.

### Vertrag über Konventionelle Streitkräfte in Europa
Am 19. November 1990 wurde anlässlich des KSZE-Gipfeltreffens in Paris von den 22 Regierungschefs der Mitgliedsländer der North Atlantic Treaty Organization (NATO) und des Warschauer Paktes (WP) der Vertrag über Konventionelle Streitkräfte in Europa (KSE-Vertrag) über gegenseitige Rüstungsbeschränkungen unterzeichnet. Am 17. Juli 1992 trat er vorläufig, am 9. November 1992 endgültig in Kraft, als der Warschauer Vertrag längst für aufgehoben erklärt war.

### Auflösung
Am 26. April 1985 wurde der Warschauer Vertrag zuletzt um 20 Jahre verlängert und hätte sich automatisch um jeweils weitere zehn Jahre verlängert.
Im Zuge der von Gorbatschow in der UdSSR eingeleiteten Perestroika kamen zunehmend Zweifel an der Breschnew-Doktrin auf. Mit dem Fall des Eisernen Vorhanges und der sowjetischen Zustimmung zur Wiedervereinigung Deutschlands 1990 wurde endgültig klar, dass Freiheitsbestrebungen in den anderen Warschauer-Pakt-Staaten nicht mehr gewaltsam unterdrückt werden konnten. Daraufhin begannen die anderen Mitgliedstaaten, auf einen Abzug der sowjetischen Truppen aus ihren Ländern und die Auflösung des Warschauer Pakts zu drängen. Obwohl die sowjetische Führung eine gleichzeitige Auflösung von NATO und Warschauer Pakt bevorzugt hätte, gab sie schließlich nach.
Am 24. September 1990 unterzeichneten Rainer Eppelmann als Minister für Abrüstung und Verteidigung (MfAV) der DDR und der Oberkommandierende der Vereinten Streitkräfte des Warschauer Pakts, der sowjetische Armeegeneral Pjotr G. Luschew, in Ost-Berlin ein Protokoll über die Herauslösung der Nationalen Volksarmee aus der militärischen Organisation des Bündnisses. Am 2. Oktober, unmittelbar vor der Wiedervereinigung, wurde die NVA aufgelöst.
Während des KSZE-Gipfeltreffens vom 19. bis 21. November 1990 in Paris gaben die Staaten der Warschauer Vertragsorganisation und der NATO eine Gemeinsame Erklärung ab, in der sie ihre frühere Verpflichtung zum Nichtangriff bekräftigten. Sie definierten sich gegenseitig nicht mehr als Gegner, sondern als Partner, die gewillt sind, „einander die Hand zur Freundschaft zu reichen“. Die Erklärung schloss sich an den im März 1989 in Wien ausgehandelten KSE-Vertrag an. Auf der Konferenz wurde auch die Charta von Paris unterzeichnet, ein grundlegendes internationales Abkommen über die Schaffung einer neuen friedlichen Ordnung in Europa nach der Wiedervereinigung Deutschlands und dem Ende der Ost-West-Konfrontation.
Die militärischen Strukturen des Bündnisses wurden am 31. März 1991, der Warschauer Pakt hierzu selbst am 1. Juli 1991 offiziell aufgelöst. Die in Polen, der Tschechoslowakei und Ungarn stationierten sowjetischen Truppen wurden abgezogen; in Deutschland blieb auf ehemaligem DDR-Gebiet dagegen bis Ende August 1994 die sowjetische (ab 22. Dezember 1991 russische) Westgruppe der Truppen (WGT, vormals GSSD) stationiert, deren Abzug früher als geplant beendet werden konnte.
Nachdem die NATO bereits 1990 den im Warschauer Pakt zusammengeschlossenen Staaten eine freundschaftliche Zusammenarbeit angeboten hatte, folgte 1991 der Nordatlantische Kooperationsrat, bei dem es um die sicherheitspolitische Zusammenarbeit zwischen den ehemaligen Staaten des Warschauer Vertrags, den GUS-Staaten und den NATO-Staaten ging.

## Organisation

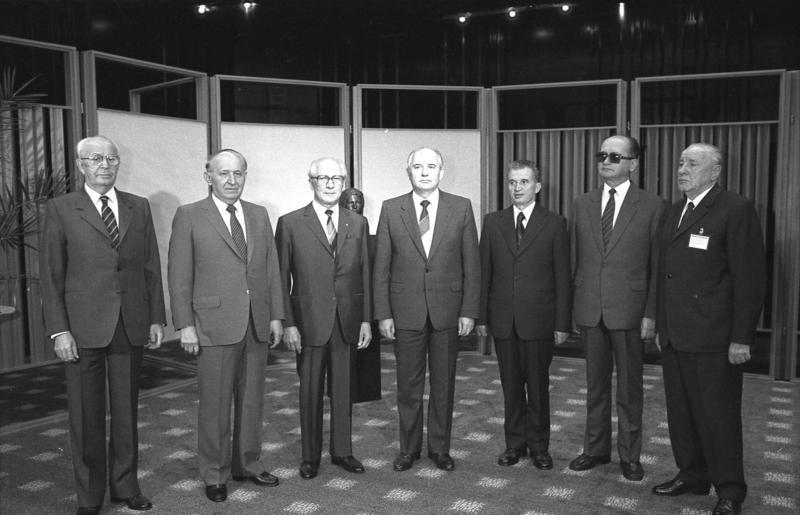
Tagung des Warschauer Paktes in Ost-Berlin, 1987 – v. l. n. r.: Gustav Husak (ČSSR), Todor Schiwkow (VRB), Erich Honecker (DDR), Michail Gorbatschow (UdSSR), Nicolae Ceaușescu (SRR), Wojciech Jaruzelski (VRP) und János Kádár (UVR)

### Politischer Beratender Ausschuss (PBA)
Die Leitung und Koordinierung des Warschauer Pakts war die Aufgabe des einmal jährlich in Moskau tagenden Politischen Beratenden Ausschusses (PBA), der sich auch als „WP-Gipfeltreffen“ darstellte, als höchstes Entscheidungsgremium des Bündnisses. Der Generalsekretär des PBA war zugleich Leiter des Vereinten Sekretariats, das als Exekutivorgan angesehen wurde und unterstützt wurde durch ständige Kommissionen, darunter auch eine Verbindungsstelle zum Rat für gegenseitige Wirtschaftshilfe (RGW).
Die Mitgliedstaaten wurden im PBA vertreten durch:
- die Ersten bzw. Generalsekretäre der Zentralkomitees (ZK) der sozialistischen und kommunistischen Parteien,
- die Regierungschefs und
- die Außenminister.

Der Vorsitz wechselte.
Die erste Tagung des Politischen Beratenden Ausschusses wurde vom 27. bis 28. Januar 1956 in Prag abgehalten. Als Beobachter nahmen auch Vertreter der Mongolischen Volksrepublik teil.
Zudem gab es auch Konferenzen der Minister für auswärtige Angelegenheiten der Staaten des Warschauer Vertrages. Erstmals am 27./28. April 1959 in Warschau, an der auch die Volksrepublik China beteiligt war.

### Komitee der Verteidigungsminister
Nach der gewaltsamen Niederschlagung des Prager Frühlings, die auch als ein Grund für den Austritt Albaniens aus dem Bündnis gesehen wurde, wuchs auch der Druck auf die Sowjetunion, den Mitgliedstaaten mehr Mitspracherechte zu gewähren. Ab 1969 wurde hierzu das Komitee der Verteidigungsminister als Koordinierungsstelle für militärische Fragen gebildet. Dem Komitee gehörten – neben den Verteidigungsministern als stellvertretende Oberbefehlshaber – der sowjetische Oberkommandierende der Vereinten Streitkräfte und zugleich 1. Stellvertreter des Verteidigungsministers der Sowjetunion sowie deren Generalstabschef an.

### Militärrat des Vereinten Oberkommandos
Dem Komitee angegliedert waren ein Militärrat des Vereinten Oberkommandos unter der Führung des Oberbefehlshabers der Vereinten Streitkräfte und der stellvertretenden Verteidigungsminister, die regelmäßig zur Verbesserung der Einsatzfähigkeit der Streitkräfte tagten und berieten, sowie ein Technisches Komitee.

### Vereintes Oberkommando
Mit der Gründung des Warschauer Paktes 1955 wurde entsprechend den Artikeln 5 und 6 des Warschauer Vertrages ein streng vertrauliches Protokoll zur Schaffung eines Vereinten Kommandos der Streitkräfte der Teilnehmerstaaten gefasst. Die Teilnehmerstaaten waren verpflichtet, Teile ihrer nationalen Streitkräfte für die Vereinten Streitkräfte bereitzustellen. Zu Beginn des Bündnisses stellte die Sowjetunion mit rund 75 Prozent des Personals das größte Kontingent, da die weiteren Teilnehmerstaaten sich erst in der Phase des Aufbaus und der Modernisierung ihrer Streitkräfte befanden. Kontingente der DDR wurden ab dem 24. Mai 1958 den Vereinten Streitkräften zugeordnet, da die NVA erst am 1. März 1956 gegründet wurde und sich ebenfalls noch im Aufbau befand. Danach sollten die Mitgliedstaaten dem Vereinten Oberkommando folgende Kontingente an Landtruppen und Luftwaffenverbänden als Beitrag zur Verfügung stellen:
| Mitgliedsland                   | Anzahl der Landtruppendivisionen      | Anzahl der Luftwaffendivisionen       |
| ------------------------------- | ------------------------------------- | ------------------------------------- |
| Sowjetunion                     | 32                                    | 34                                    |
| Polen                           | 14                                    | 10                                    |
| Deutsche Demokratische Republik | Umfang durch gesondertes Abkommen     | Umfang durch gesondertes Abkommen     |
| Tschechoslowakei                | 11                                    | 7                                     |
| Ungarn                          | 6                                     | 2                                     |
| Rumänien                        | 8                                     | 4                                     |
| Bulgarien                       | 7                                     | 4                                     |
| Albanien                        | nur Koordination, keine Unterstellung | nur Koordination, keine Unterstellung |

Die Seestreitkräfte der Mitgliedsländer Bulgarien, Polen und Rumänien wurden alle dem Vereinten Oberkommando eingegliedert. Albanien koordiniert die Maßnahmen ihrer Marine nur mit dem Vereinten Oberkommando. Die Sowjetunion stellte die 4. Flotte und die Schwarzmeerflotte zur Verfügung. Als 4. Flotte wurde die 4. Baltische Rotbannerflotte bezeichnet, die am 24. Dezember 1955 zusammen mit der 8. Baltischen Rotbannerflotte zur Baltischen Flotte zusammengelegt wurde.
Zum ersten VSK-Oberkommandierenden wurde der Marschall der Sowjetunion Iwan Stepanowitsch Konew ernannt. Der Oberkommandierende war stets ein sowjetischer General, der zugleich die Funktion des ersten Stellvertreters des sowjetischen Verteidigungsministers ausübte und somit diesem direkt unterstand. Der Stab der Vereinten Streitkräfte (andere Bezeichnung: Stab der Vereinigten Bewaffneten Streitkräfte, OVS) wurde von einem Stellvertreter, gleichfalls einem sowjetischen General, geführt. Erster Chef des Stabes war der sowjetische Armeegeneral Alexei Innokentjewitsch Antonow. Das Hauptquartier des Vereinten Oberkommandos befand sich ab 1972 in Moskau und in Teilen auch in Lwiw (Lemberg).
Im Frieden umfasste der Aufgabenbereich:
- die Führung und Koordination von multinationalen Manövern,
- die operative Planung und Dislozierungsentscheidungen,
- die Organisation von Ausbildung, Ausrüstung und Führungskontrolle und
- die enge Zusammenarbeit mit dem sowjetischen Generalstab, der die Kontrolle über die komplette Luftverteidigung und Versorgung ausübte.

Dem Vereinten Oberkommando unterstellt waren zuletzt:
- die sowjetischen Streitkräfte in den europäischen Staaten:
  - Gruppe der Sowjetischen Streitkräfte in Deutschland (GSSD) in der Deutschen Demokratischen Republik (DDR)
  - Nordgruppe der Truppen (NGT) in Polen
  - Zentrale Gruppe der Truppen (ZGT) in der ČSSR
  - Südgruppe der Truppen (SGT) in Ungarn
- die gesamten Truppen der Nationalen Volksarmee der DDR
- einzelne Truppenkontingente der Mitgliedstaaten
- die gesamte Luftverteidigungsorganisation innerhalb des Bündnisses
- die Vereinten Seestreitkräfte
  - Sowjetische Baltische Flotte
  - Volksmarine der DDR
  - Polnische Seekriegsflotte

In Kriegszeiten hatte das Vereinigte Oberkommando keine operativen Aufgaben; die vollständige Befehlsgewalt über alle Land-, Luft- und Seestreitkräfte der Mitgliedstaaten hätte der Generalstab der Sowjetunion übernommen.

### Oberkommandierender der Vereinten Streitkräfte
|    | Name                                       | von             | bis               |
| -- | ------------------------------------------ | --------------- | ----------------- |
| 1. | Marschall der Sowjetunion Iwan Konew       | 14. Mai 1955    | 1960              |
| 2. | Marschall der Sowjetunion Andrei Gretschko | 1960            | Juli 1967         |
| 3. | Marschall der Sowjetunion Iwan Jakubowski  | Juli 1967       | 30. November 1976 |
| 4. | Marschall der Sowjetunion Wiktor Kulikow   | 1977            | 2. Februar 1989   |
| 5. | Armeegeneral Pjotr Luschew                 | 2. Februar 1989 | 1991              |

### Generalstabschef der Vereinten Streitkräfte
|    | Name                           | von  | bis           |
| -- | ------------------------------ | ---- | ------------- |
| 1. | Armeegeneral Alexei Antonow    | 1955 | 16. Juni 1962 |
| 2. | Armeegeneral Pawel Batow       | 1962 | 1965          |
| 3. | Armeegeneral Michail Kasakow   | 1965 | 1968          |
| 4. | Armeegeneral Sergei Schtemenko | 1968 | 1976          |
| 5. | Armeegeneral Anatoli Gribkow   | 1976 | 1989          |
| 6. | Armeegeneral Wladimir Lobow    | 1989 | 1990          |